# Helma Fehrmann
Helma Fehrmann, bürgerlich Helma Schultz (* 3. Februar 1944 in Damgarten; † 26. Mai 2010 in Berlin), war eine deutsche Theaterschauspielerin, Theaterpädagogin, Theaterregisseurin und Dramatikerin. Sie war Mitbegründerin des Theaters Rote Grütze in Berlin und trat auch in kleineren Rollen von Film- und Fernsehproduktionen auf.

## Leben
Helma Fehrmann wurde im vorletzten Kriegsjahr geboren. In Berlin besuchte sie von 1950 bis 1956 die Grundschule, wechselte anschließend bis 1963 Realschule und Gymnasium. Im Anschluss machte sie bis 1966 eine Buchhandelslehre. Im letzten Ausbildungsjahr kam ihre Tochter Caroline Nina Alice zur Welt. Von 1970 bis 1972 war sie in Berlin als Bibliotheksangestellte tätig. 1973 holte sie in Bremen ihr Abitur nach und begann an der Technischen Universität Berlin ein Pädagogikstudium.
Zu dieser Zeit begann sie mit der Schauspielerei. Mit Holger Franke und weiteren Schauspielern gründete sie im Nebenraum des Kreuzberger Lokals „Mampf“ das „Theater Rote Grütze“ und arbeitete fortan im Bereich Theater, Film, Fernsehen und Hörspiel. Vom Kinderkriegen und Kindermachen, Liebhaben, Schämen, Angsthaben, Lusthaben und was noch alles vorkommt handelte 1973 das erste Theaterstück, das sie mit Franke und vier weiteren Schauspielern aus dem Umkreis des Berliner Grips-Theaters aufführte.

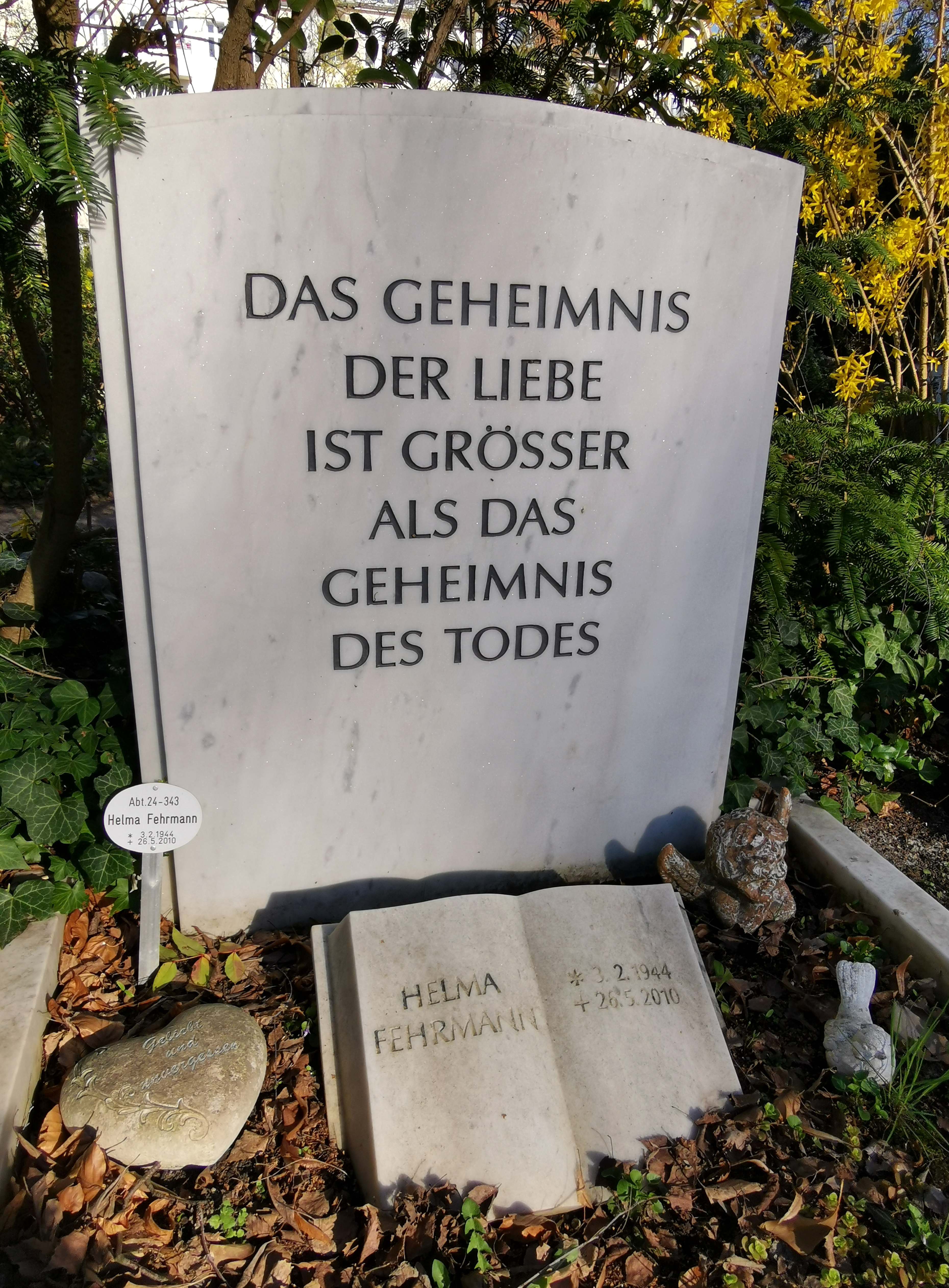
Grab auf dem Friedhof Schöneberg III

Von 1988 bis 1991 absolvierte sie eine Ausbildung im Bereich Gestalttherapie, danach von 1992 bis 2002 im Bereich Therapeutische Einzelarbeit, und dozierte danach in verschiedenen Bereichen in mehreren deutschen Städten, gab Seminare und führte Workshops in den Bereichen Theaterpädagogik und Konfliktbewältigung durch. Hierfür bildete sie sich permanent weiter.
Sie schrieb mehrere Stücke im Bereich des Kinder- und Jugendtheaters. Ihr Theaterkollektiv trug den Namen „Gaukelstuhl“. Eines ihrer bekanntesten Stücke ist Was heißt hier Liebe (zusammen mit Holger Franke und Jürgen Flügge), das in über 20 Ländern gespielt wird und 1978 verfilmt wurde.
Helma Fehrmann erkrankte 2009 an Krebs und erlag ihrer Krankheit im Folgejahr.
Ihre Urne wurde ursprünglich auf dem Südwestkirchhof Stahnsdorf beigesetzt und 2012 auf den Künstlerfriedhof Friedenau umgebettet (Abt. 24 Nr. 343).

## Theater
- 1992: Mensch, ich lieb dich doch – Regie: Gerd Staiger (Hans Otto Theater Potsdam)

## Auszeichnungen
- 1977: Brüder-Grimm-Preis des Landes Berlin für Was heißt hier Liebe (mit dem Theater Rote Grütze)
- 1987: Brüder-Grimm-Preis des Landes für Gewalt im Spiel des Theaters Rote Grütze (zusammen mit Holger Franke, Günter Jankowiak und Ingrid Ollrogge)
- 1980: Hans-im-Glück-Preis für ...und plötzlich willste mehr (zusammen mit Peter Weismann)

## Zitate
„Mit dem Theater Rote Grütze in Berlin schrieb Helma Fehrmann Kinder- und Jugendtheatergeschichte, als Autorin prägte sie dramatische Literatur für ein junges Publikum, als Bühnenakteurin entwickelte sie eine neorealistische Schauspielkunst, die sich dezidiert an Kinder und Jugendliche wandte.“